# البصريات (كتاب)
البصريات (باللاتينية: Opticks) هو كتاب للعالم الإنجليزي إسحاق نيوتن صدر في إنجلترا عام 1704. تناول الكتاب تحليل طبيعة الضوء بواسطة انكسار الضوء عبر الموشورات والعدسات، وحيود الضوء عبر ألواح متقاربة من الزجاج، وسلوك خلط ألوان الطيف. ويعد الكتاب من الأعمال العلمية التي أحدثت ثورة في العلم.

## وصلات خارجية
إصدارت كاملة وحرة من كتاب البصريات لنيوتن
- Rarebookroom, First edition
- Gallica, First edition
- Google Books, Fourth edition

أوراق مخطوطة بخط نيوتن تحتوي مسودات لكتاب "البصريات"
- Cambridge University Digital Library, Papers on Hydrostatics, Optics, Sound and Heat